# Asian Le Mans Series
A Asian Le Mans Series (ALMS) é uma categoria asiática de corridas de carros esportivos de resistência criada pelo Automobile Club de l'Ouest (ACO) e sediada na Ásia. Sucedeu o extinto Japan Le Mans Challenge, encerrado em 2007 após sua segunda temporada. O objetivo é atrair equipes e pilotos de países asiáticos para disputar provas de endurance.
Uma corrida seria realizada em Xangai de 1 a 2 de novembro de 2008, mas foi cancelada posteriormente. A corrida inaugural, os 1000 km de Okayama de 2009, foi realizada de 30 de outubro e 1º de novembro de 2009 em Okayama, Japão, com uma prova de 500 km de corrida por dia. Foi o único evento da temporada inaugural, já que a segunda prova da ALMS, agendada para acontecer no Circuito Internacional de Xangai, na China, nos dias 7 e 8 de novembro, foi cancelada pela ACO por razões financeiras. As equipes vencedoras em cada uma das quatro categorias (LMP1, LMP2, GT1 e GT2) ganharam convites automáticos para as 24 Horas de Le Mans de 2010. A ALMS foi relançada em 2013 com um anúncio nas 24 Horas de Le Mans de 2012.

## História
Após o fim do All Japan Sports Prototype Championship (JSPC) em 1992, não houve nenhuma grande competição de endurance envolvendo protótipos na Ásia, embora houvesse um campeonato de gran turismo, o All Japan Grand Touring Car Championship (JGTC), antecessor da atual Super GT.
Os planos para um novo campeonato de endurance foram inicialmente elaborados por Don Panoz e apoiados pela ACO em 2000, que incluíam uma Le Mans Series Ásia-Pacífico, modelada após sua American Le Mans Series e planejada para a European Le Mans Series em 2001. Foram realizadas duas prévias deste evento, com uma delas sendo a Le Mans Fuji 1000km de 1999 no Fuji Speedway no Japão combinou carros de Le Mans com máquinas JGTC para inscrições automáticas nas 24 Horas de Le Mans de 2000. Tal ideia foi seguida pela American Le Mans Series com a Corrida dos Mil Anos de 2000 no Circuito de Rua de Adelaide, na Austrália. Esses dois eventos serviram como precursores da APLMS planejada e, na época da criação da ELMS, Don Panoz anunciou sua intenção de realizar uma corrida de exibição da APLMS no Circuito Internacional de Sepang, no final de 2001.
Todavia, a European Le Mans Series sofreu com a falta de inscritos durante sua temporada de estreia e acabou sendo cancelada. Don Panoz presumiu que o APLMS teria ainda menos interesse, então, a corrida de exibição da APLMS e todos os planos para uma categoria asiática de corridas de resistência foram descartados.
Em 2006, a ACO tentou desenvolver seu próprio campeonato baseado na Le Mans Endurance Series. com o desenvolvimento do Japan Le Mans Challenge e supervisionado pela Sports Car Endurance Race Operation (SERO). Também não teve concorrentes e foi cancelado após sua segunda temporada.
Em 2009, a renascida Asian Le Mans Series realizou um evento inaugural em Okayama, Japão, com duas corridas de 500 quilômetros. A corrida de 1000 km em Zhuhai, China, foi realizada como parte da Intercontinental Le Mans Cup em 2010 e também fez parte da Asian Le Mans Series.
Nas 24 Horas de Le Mans de 2012, a ACO anunciou o renascimento da Asian Le Mans Series para 2013. O formato seria muito semelhante ao da European Le Mans Series, com a ACO esperando cerca de 16 a 18 carros para a primeira temporada relançada. No entanto, apenas oito carros se inscreveram para a primeira corrida da temporada, fazendo deste o menor grid já registrado em corridas sancionadas pela ACO. Esse recorde foi quebrado um ano depois, quando apenas seis carros compareceram à primeira corrida da temporada de 2014 em Inje.
A ACO anunciou ainda que os carros que correm sob os regulamentos GT300 na série japonesa Super GT seriam elegíveis para entrar na classe GTC da Asian Le Mans Series, com os organizadores de ambas as competições trabalhando juntos para criar calendários que permitiriam que as equipes GT300 participassem de ambos os campeonatos.
Após o final da temporada de 2014, a ACO assumiu como organizadora da ALMS no lugar do S2M Group. Um dos principais problemas que levaram à aquisição foi o baixo número de carros na temporada, o que levou ao cancelamento de uma rodada programada na Tailândia e limitou o crescimento da ALMS, que estava apenas em seu segundo ano. Os planos para 2015 incluíram um calendário de três corridas que começaria no final do ano, por volta de setembro, e depois seria expandido para cinco etapas em 2016, com a primeira corrida acontecendo no segundo trimestre. Uma etapa seria realizada no mesmo fim de semana do Campeonato Mundial de Endurance da FIA, semelhante às rodadas duplas que ele compartilhava com a European Le Mans Series e o WeatherTech SportsCar Championship. A estrutura de classes permaneceria inalterada.
Em outubro de 2016, a Asian Le Mans Series anunciou uma parceria com a GT Asia Series, que inclui um novo Michelin Asia GT Challenge, uma classificação combinada para equipes GT3, onde o vencedor receberia um convite para as 24 Horas de Le Mans.
Em janeiro de 2020, a Asian Le Mans Series sediou sua primeira corrida fora do continente asiático, no Tailem Bend Motorsport Park, Austrália, conhecida como 4 Horas de The Bend.
Na temporada de 2021, de 13 a 20 de fevereiro, a ALMS marcou sua primeira incursão no Oriente Médio, correndo nos Emirados Árabes Unidos, com duas corridas de 4 Horas de Dubai no Autódromo de Dubai, seguidas por duas corridas de 4 Horas de Abu Dhabi no Circuito de Yas Marina. Desde então, durante a temporada daquele ano até o final da temporada 2023 da Asian Le Mans Series, o campeonato foi realizado inteiramente no país.

## Formato
A relançada Asian Le Mans Series tem regras muito semelhantes às da European Le Mans Series, com um total de quatro classes: LMP2, LMPC, GTC e GTC Am.

## Corridas
Ao longo da categoria da Asian Le Mans Series, desde que foi inaugurada na corrida de 1000 km de Okayama em 2009 e depois de sua retomada em 2013, ela realizou corridas em 10 circuitos diferentes em 7 países. A série realizaria sua primeira corrida fora do continente asiático com a corrida 4 Horas de The Bend no The Bend Motorsport Park, na Austrália, durante a temporada 2019-20 da Asian Le Mans Series. Também realizaria corridas na categoria pela primeira vez, aventurando-se no Oriente Médio, começando na temporada 2021 da Asian Le Mans Series com as 4 Horas de Dubai no Autódromo de Dubai e as 4 Horas de Abu Dhabi no Circuito de Yas Marina.

### Corridas atuais (2023–24)
| Corrida              | Circuito                         | Temporadas         |
| -------------------- | -------------------------------- | ------------------ |
| 4 horas de Sepang    | Circuito Internacional de Sepang | 2013–2020, 2023–24 |
| 4 horas de Dubai     | Autódromo de Dubai               | 2021–2024          |
| 4 horas em Abu Dhabi | Circuito Yas Marina              | 2021–2024          |

### Corridas anteriores
| Corrida             | Circuito                          | Temporadas      |
| ------------------- | --------------------------------- | --------------- |
| 1000 km de Okayama  | Circuito Internacional de Okayama | 2009            |
| 3 horas de Inje     | Inje Speedium                     | 2013–2014       |
| 4 horas de Fuji     | Autódromo de Fuji                 | 2013–2019       |
| 4 horas de Zhuhai   | Circuito Internacional de Zhuhai  | 2013, 2016–2017 |
| 4 horas de Xangai   | Circuito Internacional de Xangai  | 2014, 2018–2019 |
| 4 horas de Buriram  | Circuito Internacional de Chang   | 2015–2020       |
| 4 horas de The Bend | The Bend Motorsport Park          | 2020            |

## Campeões

### Pilotos
| Temporada | Categoria                                       | Categoria                                        | Categoria                                                              | Categoria                                 | Categoria                                   | Categoria                         |
| 2009      | LMP1                                            | LMP2                                             | GT1                                                                    | GT2                                       |                                             |                                   |
| --------- | ----------------------------------------------- | ------------------------------------------------ | ---------------------------------------------------------------------- | ----------------------------------------- | ------------------------------------------- | --------------------------------- |
| 2009      | Christophe Tinseau Shinji Nakano                | Jacques Nicolet Matthieu Lahaye Richard Hein     | Atsushi Yogo Hiroyuki Iiri                                             | Dominik Farnbacher Allan Simonsen         |                                             |                                   |
| 2013      | LMP2                                            | GTE                                              | GTC                                                                    |                                           |                                             |                                   |
| 2013      | David Cheng                                     | Naoki Yokomizo Akira Iida Shogo Mitsuyama        | Andrea Bertolini Michele Rugolo Steve Wyatt                            |                                           |                                             |                                   |
| 2014      | LMP2                                            | CN                                               | GT                                                                     |                                           |                                             |                                   |
| 2014      | David Cheng Ho-Pin Tung                         | Kevin Tse                                        | Jun San Chen Tatsuya Tanigawa                                          |                                           |                                             |                                   |
| 2015–16   | LMP2                                            | LMP3                                             | CN                                                                     | GT                                        | GT Am                                       |                                   |
| 2015–16   | Nicolas Leutwiler                               | David Cheng Ho-Pin Tung                          | Denis Lian Giorgio Maggi                                               | Weng Sun Mok Rob Bell Keita Sawa          | Paul Ip                                     |                                   |
| 2016–17   | LMP2                                            | LMP3                                             | CN                                                                     | GT                                        | GT Cup                                      |                                   |
| 2016–17   | Andrea Roda                                     | Nigel Moore Phil Hanson                          | Kenji Abe Akihiro Asai Qin Tianqi Tira Sosothikul Medhapan Sundaradeja | Michele Rugolo                            | Takuma Aoki Shinyo Sano                     |                                   |
| 2017–18   | LMP2                                            | LMP3                                             | GT                                                                     | GT Am                                     | GT Cup                                      |                                   |
| 2017–18   | Harrison Newey Stéphane Richelmi Thomas Laurent | Guy Cosmo Patrick Byrne                          | Jesse Krohn Jun-San Chen                                               | Max Wiser Weian Chen                      | Will Bamber Graeme Dowsett                  |                                   |
| 2018–19   | LMP2                                            | LMP2 Am                                          | LMP3                                                                   | GT                                        | GT Am                                       | GT Cup                            |
| 2018–19   | Paul di Resta Phil Hanson                       | Kang Ling Darren Burke Miro Konopka              | Jakub Śmiechowski Martin Hippe                                         | James Calado Kei Cozzolino Takeshi Kimura | Max Wiser                                   | Philippe Descombes Benny Simonsen |
| 2019–20   | LMP2                                            | LMP2 Am                                          | LMP3                                                                   | GT                                        | GT Am                                       |                                   |
| 2019–20   | James French Roman Rusinov Léonard Hoogenboom   | Cody Ware                                        | Colin Noble Tony Wells                                                 | Marcos Gomes                              | Li Lin Zhiwei Lu                            |                                   |
| 2021      | LMP2                                            | LMP2 Am                                          | LMP3                                                                   | GT                                        | GT Am                                       |                                   |
| 2021      | René Binder Ferdinand von Habsburg Yifei Ye     | Andreas Laskaratos Dwight Merriman Kyle Tilley   | Wayne Boyd Manuel Maldonado Rory Penttinen                             | Ralf Bohn Alfred Renauer Robert Renauer   | Christian Hook Patrick Kujala Manuel Lauck  |                                   |
| 2022      | LMP2                                            | LMP2 Am                                          | LMP3                                                                   | GT                                        | GT Am                                       |                                   |
| 2022      | Matt Bell Ben Hanley Rodrigo Sales              | David Droux Sébastien Page Eric Trouillet        | Christophe Cresp Antoine Doquin Steven Palette                         | Ben Barnicoat Brendan Iribe Ollie Millroy | Mikaël Grenier Ian Loggie Valentin Pierburg |                                   |
| 2023      | LMP2                                            | LMP3                                             | GT                                                                     |                                           |                                             |                                   |
| 2023      | Charlie Eastwood Ayhancan Güven Salih Yoluç     | François Heriau Xavier Lloveras Fabrice Rossello | Nicky Catsburg Chandler Hull Thomas Merrill                            |                                           |                                             |                                   |
| 2023–24   | LMP2                                            | LMP3                                             | GT                                                                     |                                           |                                             |                                   |
| 2023–24   | George Kurtz Malthe Jakobsen Colin Braun        | Alexander Bukhantsov James Winslow               | Alex Malykhin Joel Sturm Klaus Bachler                                 |                                           |                                             |                                   |

### Equipes
| Temporada | Categoria                    | Categoria                    | Categoria                 | Categoria                                | Categoria               | Categoria          |
| 2009      | LMP1                         | LMP2                         | GT1                       | GT2                                      |                         |                    |
| --------- | ---------------------------- | ---------------------------- | ------------------------- | ---------------------------------------- | ----------------------- | ------------------ |
| 2009      | Sora Racing                  | OAK Racing/Team Mazda France | JLOC                      | Hankook Team Farnbacher                  |                         |                    |
| 2013      | LMP2                         | GTE                          | GTC                       |                                          |                         |                    |
| 2013      | OAK Racing                   | Team Taisan Ken Endless      | AF Corse                  |                                          |                         |                    |
| 2014      | LMP2                         | CN                           | GT                        |                                          |                         |                    |
| 2014      | OAK Racing                   | Craft-Bamboo Racing          | AAI-Rstrada               |                                          |                         |                    |
| 2015–16   | LMP2                         | LMP3                         | CN                        | GT                                       | GT Am                   |                    |
| 2015–16   | Race Performance             | DC Racing                    | Avelon Formula            | Clearwater Racing                        | KCMG                    |                    |
| 2016–17   | LMP2                         | LMP3                         | CN                        | GT                                       | GT Cup                  |                    |
| 2016–17   | Algarve Pro Racing           | Tockwith Motorsports         | PS Racing                 | DH Racing                                | TKS                     |                    |
| 2017–18   | LMP2                         | LMP3                         | GT                        | GT Am                                    | GT Cup                  |                    |
| 2017–18   | Jackie Chan DC Racing X Jota | Jackie Chan DC Racing X Jota | Fist Team AAI             | Tianshi Racing Team                      | Team NZ                 |                    |
| 2018–19   | LMP2                         | LMP2 Am                      | LMP3                      | GT                                       | GT Am                   | GT Cup             |
| 2018–19   | United Autosports            | ARC Bratislava               | Inter Europol Competition | Car Guy Racing                           | Tianshi Racing Team     | Modena Motorsports |
| 2019–20   | LMP2                         | LMP2 Am                      | LMP3                      | GT                                       | GT Am                   |                    |
| 2019–20   | G-Drive Racing with Algarve  | Rick Ware Racing             | Nielsen Racing            | HubAuto Corsa                            | Astro Veloce Motorsport |                    |
| 2021      | LMP2                         | LMP2 Am                      | LMP3                      | GT                                       | GT Am                   |                    |
| 2021      | G-Drive Racing               | Era Motorsport               | United Autosports         | Precote Herberth Motorsport              | Rinaldi Racing          |                    |
| 2022      | LMP2                         | LMP2 Am                      | LMP3                      | GT                                       | GT Am                   |                    |
| 2022      | Nielsen Racing               | Graff Racing                 | CD Sport                  | Inception Racing with Optimum Motorsport | SPS Automotive          |                    |
| 2023      | LMP2                         | LMP3                         | GT                        |                                          |                         |                    |
| 2023      | DKR Engineering              | Graff Racing                 | Walkenhorst Motorsport    |                                          |                         |                    |
| 2023–24   | LMP2                         | LMP3                         | GT                        |                                          |                         |                    |
| 2023–24   | CrowdStrike by APR           | Cool Racing                  | Pure Rxcing               |                                          |                         |                    |